# Reinelement
Ein Reinelement, auch anisotopes Element, ist ein chemisches Element, von dem auf der Erde (vor dem Eingriff des Menschen) nur ein einziges stabiles oder langlebiges Isotop existiert. In einem natürlichen Vorkommen eines Reinelements haben alle seine Atome dieselbe Atommasse und stimmen auch in allen übrigen Eigenschaften überein.
Alle anderen Elemente nennt man Mischelemente.
Es existieren 22 Reinelemente, von denen drei instabil sind:
- stabil:  Beryllium, Fluor, Natrium, Aluminium, Phosphor, Scandium, Mangan, Cobalt, Arsen, Yttrium, Niob, Rhodium, Iod, Caesium, Praseodym, Terbium, Holmium, Thulium und Gold
- instabil:  Bismut, Thorium und Plutonium

Bismut, Thorium und Plutonium sind zwar nicht stabil, es existieren aber aufgrund ihrer sehr großen Halbwertszeit noch natürliche Vorkommen, so dass auch sie zu den Reinelementen gezählt werden müssen. Im Falle von Plutonium ist die seit Entstehung der Erde verbliebene Menge des stabilsten Isotops 244Pu allerdings derart gering, dass die Menge inzwischen von Menschen hergestellten Plutoniums (wobei zumeist die Isotope 238Pu bis 242Pu anfallen) die Menge primordialen Plutoniums auf dem Planeten um Größenordnungen überschreiten dürfte, sodass 244Pu bei weitem nicht (mehr) das häufigste Plutonium-Isotop des Planeten ist.
Alle Reinelemente außer Beryllium, Thorium und Plutonium besitzen ungerade Ordnungszahlen. Der Umstand, dass auch die Massenzahlen der meisten Reinelemente ungerade sind, mündete in die Mattauchsche Isobarenregel.
| H  |    |    |    |    |    |    |    |    |    |    |    |    |    |    |    |    |    |    |    |    |    |    |    |    |    |    |    |    |    |    | He |
| Li | Be |    |    |    |    |    |    |    |    |    |    |    |    |    |    |    |    |    |    |    |    |    |    |    |    | B  | C  | N  | O  | F  | Ne |
| Na | Mg |    |    |    |    |    |    |    |    |    |    |    |    |    |    |    |    |    |    |    |    |    |    |    |    | Al | Si | P  | S  | Cl | Ar |
| K  | Ca | Sc |    |    |    |    |    |    |    |    |    |    |    |    |    |    | Ti | V  | Cr | Mn | Fe | Co | Ni | Cu | Zn | Ga | Ge | As | Se | Br | Kr |
| Rb | Sr | Y  |    |    |    |    |    |    |    |    |    |    |    |    |    |    | Zr | Nb | Mo | Tc | Ru | Rh | Pd | Ag | Cd | In | Sn | Sb | Te | I  | Xe |
| Cs | Ba | La | Ce | Pr | Nd | Pm | Sm | Eu | Gd | Tb | Dy | Ho | Er | Tm | Yb | Lu | Hf | Ta | W  | Re | Os | Ir | Pt | Au | Hg | Tl | Pb | Bi | Po | At | Rn |
| Fr | Ra | Ac | Th | Pa | U  | Np | Pu | Am | Cm | Bk | Cf | Es | Fm | Md | No | Lr | Rf | Db | Sg | Bh | Hs | Mt | Ds | Rg | Cn | Nh | Fl | Mc | Lv | Ts | Og |
| -- | -- | -- | -- | -- | -- | -- | -- | -- | -- | -- | -- | -- | -- | -- | -- | -- | -- | -- | -- | -- | -- | -- | -- | -- | -- | -- | -- | -- | -- | -- | -- |

| stabile Reinelemente | primordiale Reinelemente | instabile Elemente | stabile Mischelemente | primordiale Mischelemente | Mischelemente mit nur einem stabilen Isotop |

In der Natur entstehen aufgrund von Kernumwandlung durch kosmische Strahlung und Spontanspaltung in Spuren auch andere Isotope der Reinelemente. Ebenso entstehen in Spuren auch einige der hier grau unterlegten instabilen Elemente.

## Bedeutung der Reinelemente
Um ein natürlich gewonnenes Element technisch in seine Isotope zu trennen, ist es oft erforderlich, es in elementarer (nicht gebundener) Form zu behandeln, da viele andere chemisch eingebundene Elemente ihrerseits Isotope haben und zu Masseunterschieden der Moleküle beitragen. Verbindungen mit Reinelementen haben diesen Nachteil nicht. Beispielsweise können Uran-Isotope bei der Urananreicherung getrennt werden, indem man das Uran mit dem Reinelement Fluor verbindet, weil Massenunterschiede in den Uranhexafluorid-Molekülen nur auf Isotope des Urans zurückgehen.